# あおしま (掃海艇)
あおしま（ローマ字：JS Aoshima, MSC-689）は、海上自衛隊の掃海艇。すがしま型掃海艇の9番艇。艇名は青島に由来する。
本記事は、本艇の艦暦について主に取り扱っているため、性能や装備等の概要についてはすがしま型掃海艇を参照されたい。

## 艦歴

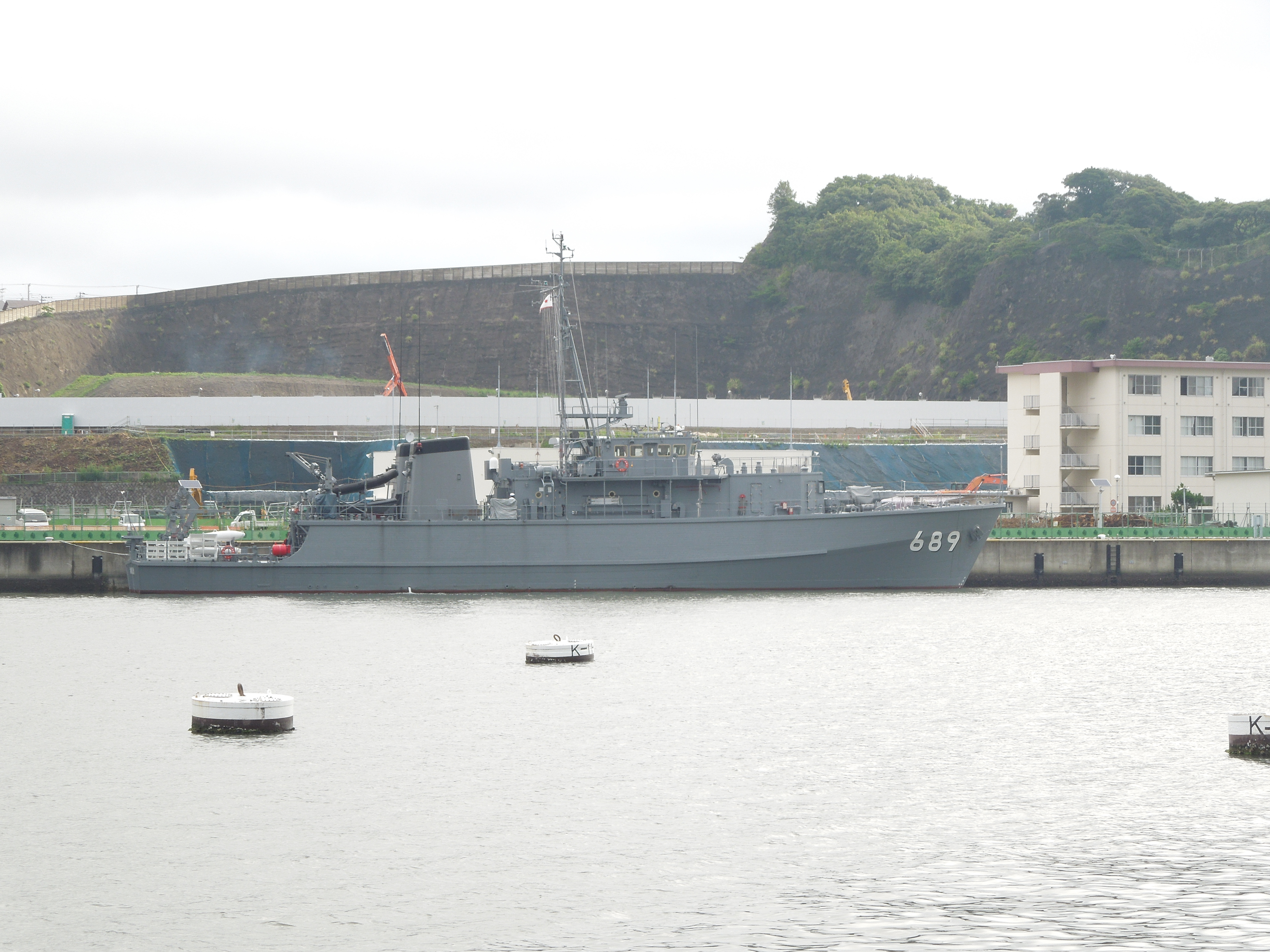
船越基地に停泊中の「あおしま」

「あおしま」は、平成13年度計画掃海艇389号艇として、USC京浜事業所神奈川工場で2002年4月15日に起工され、2003年9月16日に進水、2005年2月9日に就役し、佐世保地方隊沖縄基地隊第46掃海隊に編入された。
2011年3月11日、発生した東日本大震災の災害派遣に参加。4月1日午前9時2分、追波湾で艦載艇により遺体１体を収容。
2012年10月5日、宮古島平良港で久松五勇士顕彰碑の清掃奉仕活動を実施。
同年11月17日から11月30日、日向灘掃海特別訓練に参加。
2018年3月27日、大湊地方隊函館基地隊隷下の第45掃海隊に編成替え。
2018年7月18日から7月30日、陸奥湾にて機雷戦訓練及び日米印共同掃海特別訓練を実施する。
2024年3月12日、呉地方隊阪神基地隊隷下の第42掃海隊に編成替え。
2025年6月18日、大阪湾から紀伊水道において、チリ海軍練習帆船「エスメラルダ」と日チリ親善訓練を実施した。訓練項目は通信訓練。